# 西建乡
西建乡，是中华人民共和国黑龙江省齐齐哈尔市克山县下辖的一个乡镇级行政单位。

## 行政区划
西建乡下辖以下地区：
同生村、同联村、同建村、同起村、同喜村、同庆村和同贺村。